# Nereis schmardae
Nereis schmardae är en ringmaskart som beskrevs av Hartmann-Schröder 1962. Nereis schmardae ingår i släktet Nereis och familjen Nereididae. Inga underarter finns listade i Catalogue of Life.